# 1995 SS5
1995 SS5 är en asteroid i huvudbältet som upptäcktes den 25 september 1995 av Beijing Schmidt CCD Asteroid Program vid Xinglong-observatoriet.
Asteroiden har en diameter på ungefär 2 kilometer.